# علم قياسات شكل الأرض
علم قياسات شكل الأرض هو ذلك الفرع القائم على الإجراءات الحسابية لعلم الهندسة والطوبوغرافيا وشكل آفاق الأرض وتغيرها الزمني. (Turner 2006)

## نظرة عامة
يشير مصطلح ‘’علم قياسات شكل الأرض’’ إلى:
- نموذج الارتفاع الرقمي
- هندسة المساحة الرقمية
- الهندسة
- علم تشكل الأرض
- التحليل الكمي لسطح الأرض
- التكونات الأرضية
- برنامج لاندسات
- تحديد الخصائص الهندسية للعناصر من الصور الفوتوغرافية
- الاستشعار عن بعد
- وضع النماذج العلمية
- الطوبوغرافيا

## التاريخ والأصول
يتعامل علم قياسات شكل الأرض مع القياس الكمي لعلم الهندسة والطوبوغرافيا والتكونات الأرضية المادية لآفاق الأرض بمرور الوقت (ترنر، 2006)، وهو ينبثق من تخصصات علم تشكل الأرض وهندسة المساحة الرقمية والتحليل الكمي لسطح الأرض. ويتميز علم تشكل الأرض بتاريخ طويل كمفهوم ومجال دراسة، مع وجود التحليل الكمي لسطح الأرض كواحد من أقدم التخصصات المرتبطة به (شميدت، 2005). أما هندسة المساحة الرقمية فهي تخصص فرعي نشأ مؤخرًا، بل إن الأمر الأكثر حداثة هو مفهوم علم قياسات شكل الأرض. لم يظهر هذا المفهوم إلا حديثًا منذ توفر حزم نظم المعلومات الجغرافية (بالإنجليزية: GIS) الأكثر مرونة وقدرة إلى جانب نموذج الارتفاع الرقمي (DEM) الأعلى دقة (ترنر، 2007). إنها استجابة لتطوير تقنية نظم المعلومات الجغرافية هذا لتجميع بيانات نموذج الارتفاع الرقمي ومعالجتها (على سبيل المثال الاستشعار عن بعد وبرنامج لاندسات و تحديد الخصائص الهندسية للعناصر من الصور الفوتوغرافية).

## مبادئ عمل علم قياسات شكل الأرض
مع منظر طوبوغرافي يبرز السؤال المرتبط بموضع الميزة وكذلك إلى أي مدى يمكن تصنيفها أو تحديدها بدقة. يتضمن علم قياسات شكل الأرض اشتقاق القيم من بيانات نموذج الارتفاع الرقمي التي تشير إلى مزايا شكل الأرض، مثل ما إذا كانت القيم المحلية النسبية تصف القمم والممرات والحفر والأسطح المستوية والقنوات سلاسل الجبال. نتيجة لوجود قيود ناتجة عن الدقة واتجاه المحور وتعريفات الكائنات فإن البيانات المكانية المشتقة قد تعطي معنى به ملاحظة موضوعية أو تطبيق معلومات، أو تتم بدلاً من ذلك معالجتها بصفتها بيانات غامضة لمعالجة الأخطاء المساهمة المتباينة بشكل كمي بدرجة أكبر – على سبيل المثال كفرصة كلية بنسبة 70% لنقطة تمثل ذروة جبل في ظل البيانات المتاحة، بدلاً من التخمين على أساس المعلومات للتعامل مع الغموض (فيشر وآخرون، 2004).

## التطبيقات
التحليل الكمي للسطح من خلال علم قياسات شكل الأرض يوفر الأدوات اللازمة للعلماء والمديرين المهتمين بإدارة الأراضي (ألباني وآخرون، 2004). وتتضمن مجالات التطبيقات:
- النظام البيئي للمناظر الطبيعية
- وضع نماذج الحياة النباتية التنبئية (انظر وضع النماذج العلمية والحياة النباتية)
- اشتقاق شبكات التصريف (انظر وضع النماذج العلمية، علم المياه والمعلومات المائية وعلم المياه السطحية)
- التعرف على التكونات الأرضية (انظر الطوبوغرافيا)

## علماء قياسات شكل الأرض
باعتباره فرعًا جديدًا نسبيًا وغير معروف من نظام المعلومات الجغرافية فإن موضوع علم قياسات شكل الأرض له رموز رائدة «شهيرة» كما هو الحال مع المجالات الأخرى مثل علم المياه (روبرت هورتون) أو الجيومورفولوجي (روجر كورلي). وفي الماضي تم استخدام علم قياسات شكل الأرض في مجموعة واسعة من الدراسات (بما يتضمن مجموعة من أبحاث الجيومورفولوجي المتطورة للغاية تقدم بها أكاديميون مثل إيفانز وليوبولد وولمان (كورلي، 1972؛ كليمانيك، 2006) ولكن حديثًا فقط بدأ ممارسو نظام المعلومات الجغرافية في تضمين هذا العلم في أعمالهم. ورغم هذا يتزايد استخدام هذا العلم بواسطة باحثين مثل أندي تيرنر وجوزيف وود.

## المؤسسات الدولية
تقوم المؤسسات الكبيرة بشكل متزايد بتطوير تطبيقات قياسات جيومورفولوجية قائمة على نظام المعلومات الجغرافية، ومن أمثلة ذلك إنشاء حزمة برامج معتمدة على جافا لقياسات شكل الأرض بالاشتراك مع جامعة ليدز. ويمكن الوصول إلى النتائج النموذجية من قسم الوصلات الخارجية.

## التعليم حول قياسات شكل الأرض (المؤسسات)
تقوم المؤسسات الأكاديمية بشكل متزايد بتطوير مزيد من الموارد في التدريب على قياسات شكل الأرض ودورات تدريبية معينة رغم أن هذه الدورات ما تزال مقتصرة على جامعات ومراكز تدريبية قليلة. وأكثرها قابلية للوصول في الوقت الحالي يتضمن مكتبة موارد قياسات شكل الأرض المتاحة عبر الإنترنت بالتعاون مع جامعة ليدز والمحاضرات والجلسات العملية التي يتم تقديمها كجزء من وحدات نظام معلومات جغرافية أوسع نطاقًا، وأكثر الوحدات شمولاً في الوقت الحالي يتم تقديمها في جامعة بريتش كولومبيا (تحت إشراف برايان كلينكينبرج) وفي جامعة دالهاوسي.

## برامج التحليل الكمي لسطح الأرض/قياسات شكل الأرض
برنامج الكمبيوتر التالي به وحدات أو امتدادات متخصصة في تحليل التضاريس (مدرجة بترتيب أبجدي):
- ANUDEM
- ArcGIS (امتداد المحلل المكاني)
- ILWIS
- LandSerf
- SAGA GIS (وحدات تحليل التضاريس)

## وصلات خارجية
- - University of Leeds - school of Geography, geomorphometrics home page
- [وصلة مكسورة] - example of Leeds University-developed geomorphometrics output with processing- and resolution-based parameters
- - University of British Columbia - department of Geography
- نسخة محفوظة 24 يناير 2013 at Archive.is - Dalhousie University - geomorphology and landscape evolution module